# Свети Димитър (Долна Рибница)
Вижте пояснителната страница за други значения на Свети Димитър.
„Свети Димитър“ е възрожденска църква в петричкото село Долна Рибница, България, част от Неврокопската епархия на Българската православна църква. Обявена е за паметник на културата.

## Архитектура
Църквата е построена през 1871 година. В архитектурно отношение представлява трикорабна псевдобазилика с апсида и открит нартекс на запад и юг. Според устни предания майсторът строител на храма е дядо Тренчо от Долене. В интериора таваните са дъсчени и оцветени. Изписана е със стенописи само част от източната стена, като отново според устни предания автор е Ефрем Зограф от Коларово. Иконостасът е таблен и има резба по царските двери и венчилката. В горната си част има слънца. Иконите, декоративната украса с растителни мотиви на иконостаса, владишкия трон, амвона и проскинитария са от 1870 година, дело на неизвестен талантлив автор. Две от царските икони са от 1898 година – дело на Андон Зограф.